# Pafawag 5Bs/6Bs
ED72 (typ 5Bs+6Bs+6Bs+5Bs) – normalnotorowy czterowagonowy dalekobieżny elektryczny zespół trakcyjny, wyprodukowany w zakładach Pafawag we Wrocławiu w latach 1993–1997 w liczbie 21 sztuk. Seria ta stanowi rozwinięcie najpopularniejszego polskiego zespołu trakcyjnego EN57 i jego przedłużonej wersji EN71.

## Historia
W 1993 roku Pafawag podjął się budowy pierwszego dalekobieżnego elektrycznego zespołu trakcyjnego – ED72, zaprojektowanego z myślą o obsłudze przewozów międzyregionalnych na liniach Południowej Dyrekcji Okręgowej Kolei Państwowych. Jego konstrukcja bazowała na rozwiązaniach z EN57 i jego przedłużonej wersji EN71.

## Konstrukcja
Elektryczny zespół trakcyjny serii ED72 składa się z czterech wagonów – dwóch rozrządczych i dwóch silnikowych. Wagony rozrządcze (fabryczne oznaczenie 5Bs) są wagonami skrajnymi i oznaczane są na PKP jako ra i rb (wagon rozrządczy a i b). Wagony silnikowe (fabryczne oznaczenie 6Bs) znajdują się w środku składu i noszą oznaczenia sa i sb (wagon silnikowy a i b). Wagony są połączone ze sobą tzw. krótkim sprzęgiem „fabrycznym” (bez głowicy, nierozłączalnym w warunkach eksploatacyjnych), oraz przejściem dla pasażerów. Na czołach wagonów sterowniczych (początek i koniec zespołu) zastosowano tzw. sprzęgi długie (samoczynne sprzęgi Scharfenberga), które umożliwiają połączenie zespołów w składy. Jednostki ED72 są przystosowane do jazdy w trakcji ukrotnionej z jednostkami tej samej serii oraz z seriami EN57 i EN71. Nie ma możliwości przejścia pomiędzy połączonymi jednostkami.
W każdym z wagonów znajdują się trzy przedziały ze środkowym przejściem między siedzeniami dostępne dla podróżnych, rozdzielone dwoma przedsionkami – każdy z parą rozsuwanych automatycznie drzwi o napędzie pneumatycznym. Skrajne przedziały wagonów rozrządczych są nieco inaczej urządzone i mogą służyć za pomieszczenie dla kierownika pociągu, przedziały służbowe, bagażowe, do przewozu rowerów, wózków, większych bagaży itp. Ze skrajnych przedziałów drzwi prowadzą do kabiny maszynisty.
W ED72 zastosowano klasyczny rozruch oporowy.

### Modyfikacje
Produkując ED72 wprowadzono wiele innowacji w stosunku do starszego taboru. Należało do nich m.in. wprowadzenie w wagonie ra zespołu klasy pierwszej (z bardziej komfortowymi fotelami), a także nowej tapicerki w klasie drugiej oraz przedziału barowego. Wprowadzono przyciski indywidualnego otwierania drzwi, elektroniczne wyświetlacze kierunkowe (w miejsce tradycyjnych „filmów” – taśm z nazwami stacji) i dwuwarstwowe szyby. Ostatnia z wyprodukowanych jednostek (ED72-021) została wyposażona w drzwi odskokowo-przesuwne.
Wygląd zewnętrzny początkowo znacząco różnił się od starszych jednostek ze względu na odmienną kolorystykę (malowanie czerwono-żółte), a także połówkowe pantografy w liczbie dwóch (po jednym na dachu każdego z wagonów silnikowych) i odmienny wygląd czołowych ścian wagonów rozrządczych (wzorowaną podobnie jak w EN57 od numeru 1900 na EW58). Z czasem ujednolicono malowanie zespołów trakcyjnych, w części ED72 zastąpiono pantografy połówkowe tradycyjnymi. Po 2008 jednostki są poddawane modernizacjom w ramach napraw czwartego poziomu utrzymania i nadawano im malowanie interREGIO. Na jednostkach, które przeszły w ostatnim czasie naprawę rewizyjną, przywrócono malowania: czerwone lub przemalowano jednostki w nowe barwy przewoźnika.
W 2011 dwie jednostki poddano gruntownej modernizacji, zmieniając ich oznaczenie na ED72A. Jednostki zmodernizowały województwa śląskie (ED72A-005) oraz świętokrzyskie (ED72A-004). 19 kwietnia 2012 Urząd Marszałkowski Województwa Kujawsko-Pomorskiego ogłosił przetarg na modernizację czterech sztuk EZT serii ED72. 28 czerwca ogłoszono, że wykonawcą tej modernizacji będzie konsorcjum ZNTK „Mińsk Mazowiecki” i PESA Bydgoszcz. Zmodernizowane jednostki otrzymały zmienione malowanie województw: śląskiego, kujawsko-pomorskiego i świętokrzyskiego. Jedna z jednostek – ED72A-005 została przemalowana w barwy klasyczne – czerwone po przebazowaniu do PR Kraków po likwidacji PR Katowice. 15 kwietnia 2017 spółka Polregio (wówczas Przewozy Regionalne) ogłosiła przetarg na naprawę główną z modernizacją 5 elektrycznych zespołów trakcyjnych serii ED72, z opcją rozszerzenia o kolejne 7 jednostek. Zostaną one poddane gruntownej modernizacji Po modernizacji jednostkom nadano nowe oznaczenie ED72Ac i zmieniono im numerację, nadając numery od 101 do 105. Nowe jednostki przydzielono do zakładów: Opolskiego, Łódzkiego i Dolnośląskiego. W 2025 roku ogłoszono przetarg na modernizację pozostałych pojazdów ED72

### Modernizacje
| Oznaczenie serii (modernizacji)                                                                        | Numery boczne                     | Liczba sztuk | Właściciel / Użytkownik                 | Wykonawca Rok modernizacji   | Zakres modernizacji | Liczba i moc silników Prędkość maksymalna | Uwagi                             |
| --- | --------------------------------- | ------------ | --------------------------------------- | ---------------------------- | ------------------- | ----------------------------------------- | --------------------------------- |
| ED72 (ED72A)                                                                                           | 004                               | 1            | Polregio                                | ZNTK MM 2011                 |                     | 8 × 250 kW 120 km/h                       | [ 9 ] [ 10 ]                      |
| ED72 (ED72A)                                                                                           | 005                               | 1            | Polregio                                | ZNTK MM 2011                 |                     | 8 × 250 kW 120 km/h                       | [ 9 ]                             |
| ED72 (ED72Ab)                                                                                          | 001, 003, 007, 020                | 4            | Województwo kujawsko-pomorskie/Polregio | ZNTK MM 2012-2013            |                     | 8 × 175 kW 110 km/h                       | [ 11 ] [ 12 ] [ 13 ]              |
| ED72 (ED72Ac)                                                                                          | 101, 102, 103, 104, 105, 106      | 6            | Polregio                                | ZNTK MM 2017-2018            |                     | 8 × 250 kW 120 km/h                       | [ 6 ] [ 14 ] [ 15 ] [ 16 ] [ 17 ] |
| ED72 (ED72Ac)                                                                                          | 008, 009, 010, 011, 012, 013, 014 | 0/7          | Polregio                                | Pesa Mińsk Mazowiecki 2025 - |                     | 8 × 250 kW 120 km/h                       | [ 18 ]                            |
| Modyfikacje zewnętrzne i elektryczne:                                                                  |                                   |              |                                         |                              |                     |                                           |                                   |
| – rozruch impulsowy • – silniki asynchroniczne • – drzwi odskokowo-przesuwne                           |                                   |              |                                         |                              |                     |                                           |                                   |
| Udogodnienia dla pasażerów:                                                                            |                                   |              |                                         |                              |                     |                                           |                                   |
| – wnętrze dostosowane dla niepełnosprawnych • – stojaki na rowery • – klimatyzacja części pasażerskiej |                                   |              |                                         |                              |                     |                                           |                                   |

### Modernizacje bez wymiany ścian czołowych
| Oznaczenie serii (modernizacji) | Numery boczne | Liczba sztuk | Właściciel / Użytkownik | Wykonawca Rok modernizacji                                | Zakres modernizacji | Liczba i moc silników Prędkość maksymalna | Uwagi         |
| ------------------------------- | ------------- | ------------ | ----------------------- | --------------------------------------------------------- | ------------------- | ----------------------------------------- | ------------- |
| ED72 (ED72)                     | 019           | 1            | Przewozy Regionalne     | Przewozy Regionalne Zakład Napraw Taboru w Kruszewcu 2015 |                     | 8 × 175 kW 110 km/h                       | [ 19 ]        |
| ED72 (ED72)                     | 009, 011, 014 | 3            | Przewozy Regionalne     | Przewozy Regionalne Zakład Napraw Taboru w Kruszewcu 2016 |                     | 8 × 175 kW 110 km/h                       | [ 20 ] [ 21 ] |
| ED72 (ED72)                     | 010           | 1            | Przewozy Regionalne     | Przewozy Regionalne Zakład Napraw Taboru w Kruszewcu 2019 |                     | 8 × 175 kW 110 km/h                       | [ 22 ]        |
| ED72 (ED72)                     | 008, 012, 013 | 3            | Przewozy Regionalne     | Przewozy Regionalne Zakład Napraw Taboru w Kruszewcu 2020 |                     | 8 × 175 kW 110 km/h                       | [ 22 ]        |
| – stojaki na rowery             |               |              |                         |                                                           |                     |                                           |               |

## Eksploatacja
| Kraj   | Przewoźnik                                           | Liczba sztuk | Seria  | Numery                       | Właściciel                     |
| ------ | ---------------------------------------------------- | ------------ | ------ | ---------------------------- | ------------------------------ |
| Polska | Polregio                                             | 10           | ED72   | 009 ÷ 015, 018 ÷ 019, 021    | Polregio                       |
| Polska | Polregio                                             | 10           | ED72A  | 004, 005                     | Polregio                       |
| Polska | Delegacja: Arriva RP (2013-2015), Polregio (od 2015) | 4            | ED72A  | 001, 003, 007, 020           | Województwo kujawsko-pomorskie |
|        | Polregio (od 2018)                                   | 6            | ED72Ac | 101, 102, 103, 104, 105, 106 | Polregio                       |

### Pozostałe pojazdy z rodziny 5B/6B
- EN57
- EN71
- ED73